# اولگا تاش
اولگا تاش (انگلیسی: Olga Tass؛ زادهٔ ۲۹ مارس ۱۹۲۹) ژیمناست هنری اهل مجارستان بود.